# アニマルパスウェイと野生生物の会
一般社団法人アニマルパスウェイと野生生物の会（アニマルパスウェイとやせいせいぶつのかい、英: Animal-pathway & Wildlife Association、略称ApWA）は、森と命を繋ぐアニマルパスウェイの普及や設計支援を行うとともに、広く森林の生物多様性保全の重要性を啓発・教育している。

## 概要
当会は2004年に創設された任意団体アニマルパスウェイ研究会が開発したアニマルパスウェイの普及の支援と樹上動物の保全を主たる目的として2012年に設立された非営利団体である。当会は道路などの直線的構造物で分断された森林に棲息する樹上性小動物のために開発された、廉価なアニマルパスウェイ（Animal-pathway）の設置を支援することにより、森林生態系を保全するための実践的支援とモニタリング、国内・世界への普及を図ることを目的としている。当会の樹上性野生生物の保全を目的とした活動は、環境省による国連生物多様性の10年日本委員会（UNDB-J）の2014年の連携事業として認定された。

### 事業概要
1. 樹上動物とアニマルパスウェイに関する啓発活動
2. アニマルパスウェイの計画、設置に関するコンサルティング業務
3. アニマルパスウェイの調査、設計、モニタリング業務及びその支援事業
4. 樹上動物及び野生生物の生態系や移動経路に関する調査、研究、保全、モニタリング事業[7][8]
5. 各種自然保護団体の支援事業[9]
6. 関連団体及び自治体等との情報交換、提携事業[10][11][12]
7. 樹上動物、アニマルパスウエイ、野生生物に関する資料、物品、書籍等の企画、制作、発行、販売

## 関連書籍
- 『アニマルパスウェイ製作・建設ガイド ver.1.0』.一般社団法人アニマルパスウェイと野生生物の会発刊.2017年3月